# Besturn B50
Der Besturn B50 ist eine Limousine der Kompaktklasse der chinesischen Marke Besturn.

## 1. Generation (2009–2016)
Erstmals gezeigt wurde das Fahrzeug der ersten Generation formal auf der Auto China 2008. Der Wagen wurde zum Verkaufsstart am 16. Mai 2009 ausschließlich von einem 1,6-l-Ottomotor mit einer maximalen Leistung von 76 kW (103 PS) angetrieben. Als Getriebe stand ein Fünfgang-Schaltgetriebe oder ein Sechsgang-Automatikgetriebe zur Wahl. ABS und Airbags für Fahrer und Beifahrer waren ebenso wie eine Zentralverriegelung serienmäßig. In höheren Ausstattungen kamen unter anderem eine Klimaautomatik und seitliche Airbags dazu.
Beim 2010 durchgeführten C-NCAP-Crashtest wurde das Fahrzeug mit vier Sternen bewertet.
Als Varianten mit alternativen Antrieben wurden drei Konzeptfahrzeuge gezeigt: ein Fahrzeug mit Hybridantrieb (HEV) auf der Auto Shanghai 2009, eines mit Plug-in-Hybridantrieb (PHEV) auf der Auto China 2010 und ein Elektrofahrzeug (EV) auf der Auto Shanghai 2011.
Im September 2013 wurde das Fahrzeug überarbeitet. Mit dem Facelift wurde auch ein 1,8-l-Ottomotor mit einer maximalen Leistung von 102 kW (139 PS) eingeführt. Bis 2017 wurde es auch von Bahman Group im Iran gebaut.

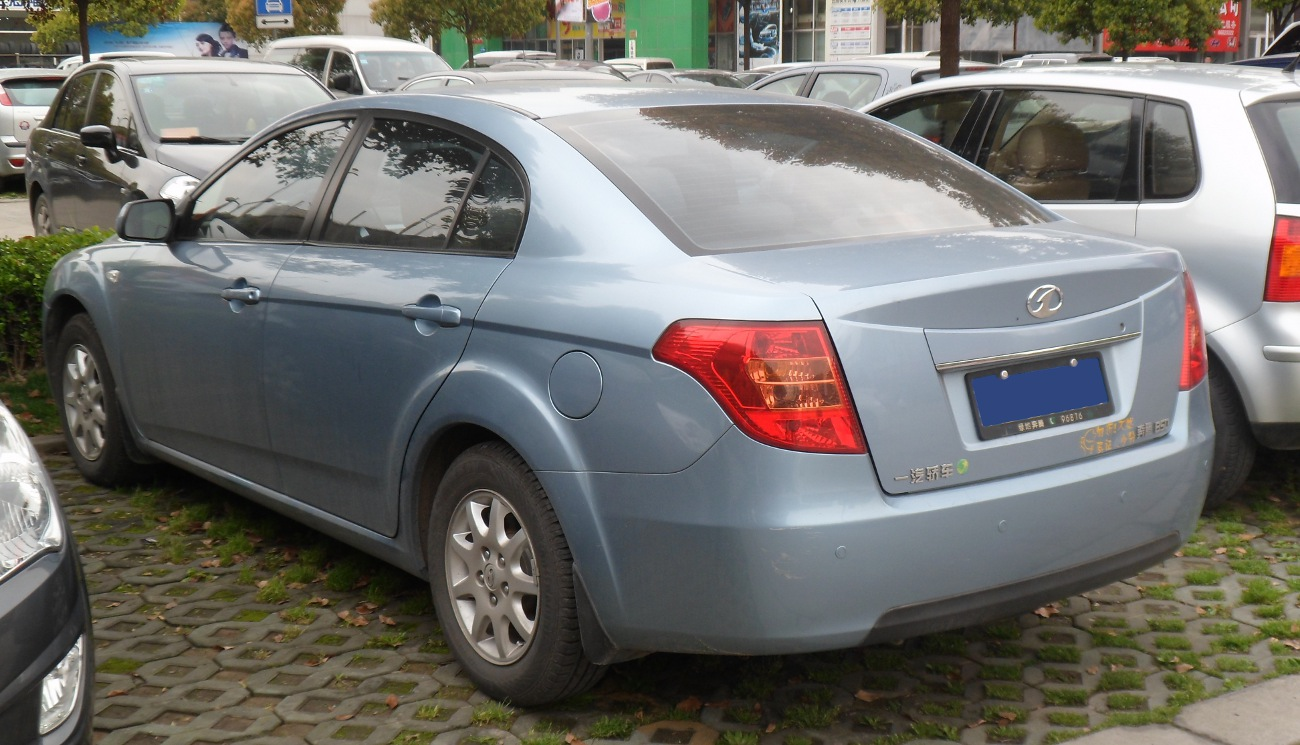
Heckansicht
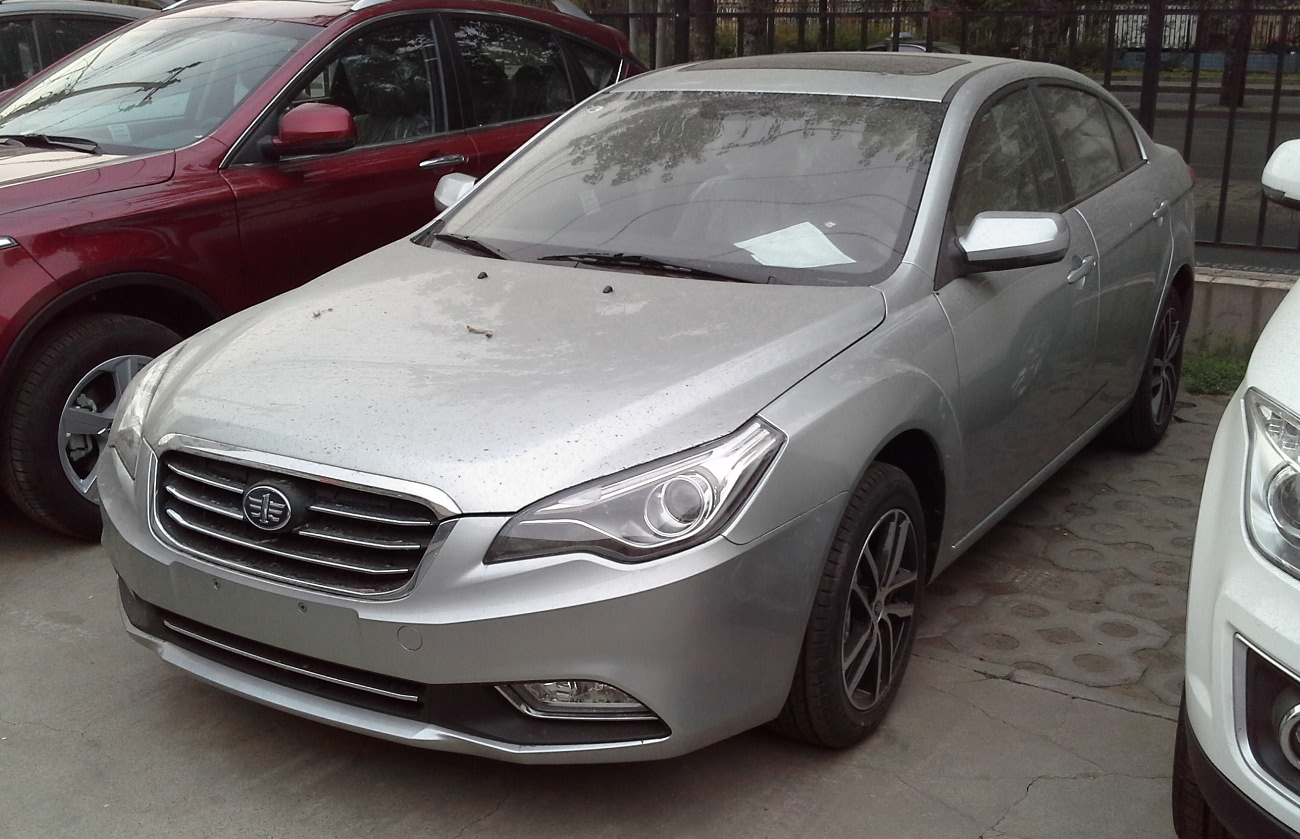
Besturn B50 (2013–2016)

## 2. Generation (2016–2019)

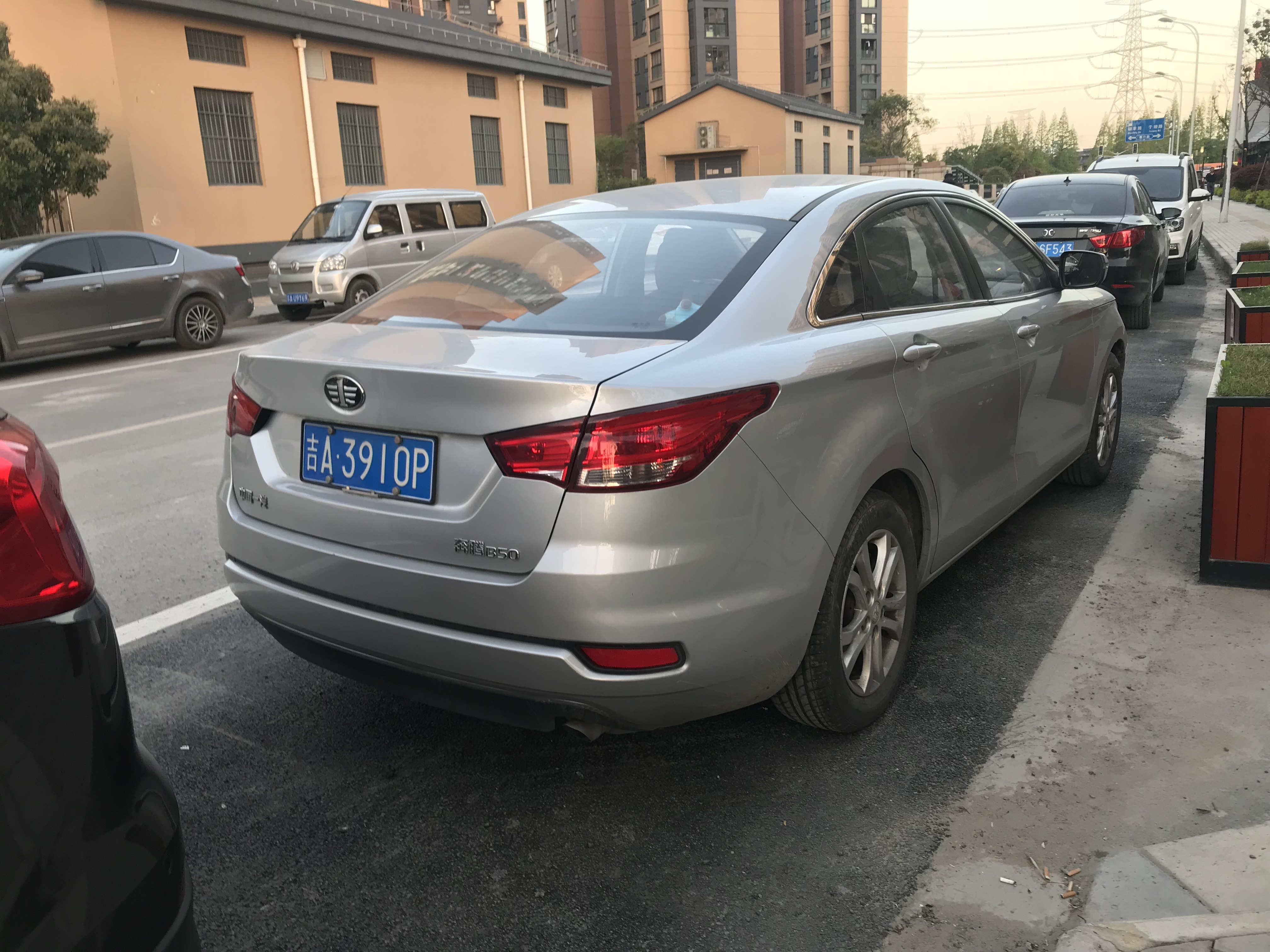
Heckansicht

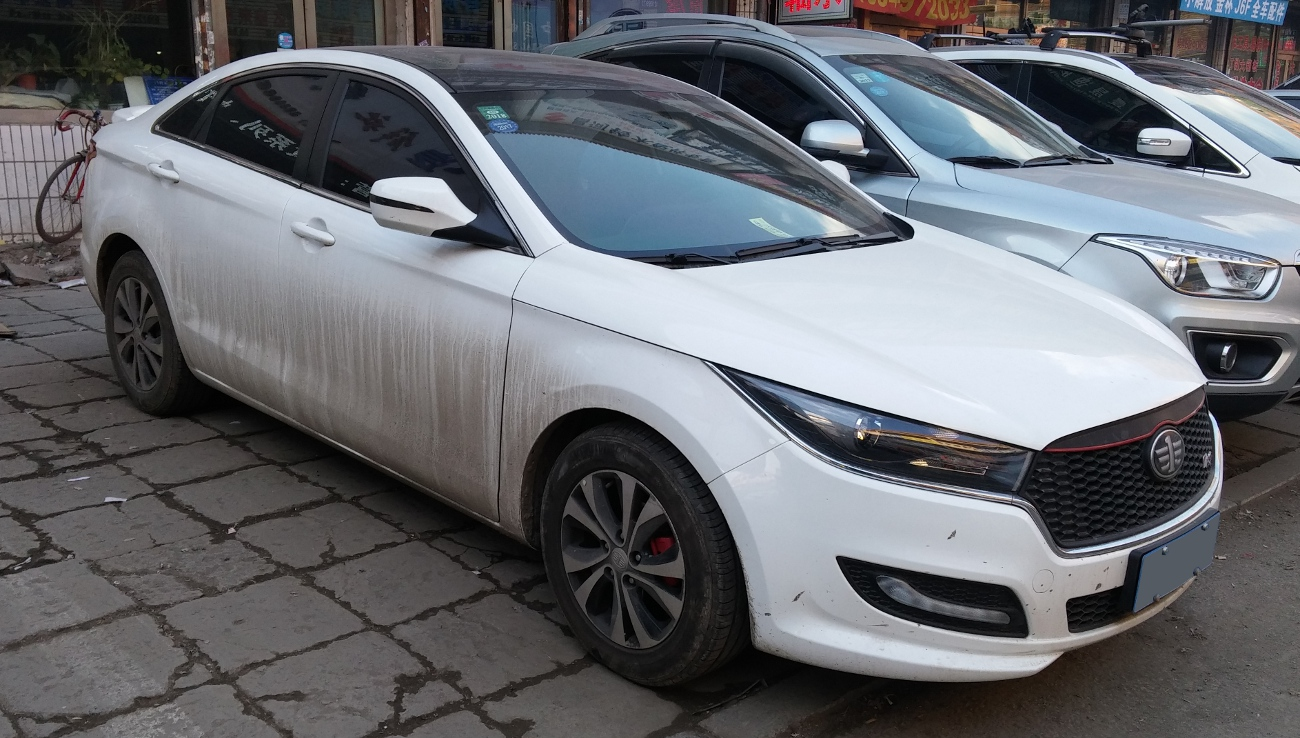
Besturn B50 II RS

Im August 2016 kam die zweite Generation des B50 in China auf den Markt. Das Fahrzeug wird mit zwei Ottomotoren mit Saugrohreinspritzung angeboten: einem 1,6-l-Motor mit einer maximalen Leistung von 80 kW ohne Motoraufladung und einem 1,4-l-Motor mit einer maximalen Leistung von 100 kW mit Turboaufladung. Die Motorleistung wird über ein Fünfgang-Schaltgetriebe oder Sechsgang-Automatikgetriebe an die Vorderräder übertragen. Der 1,4-l-Motor ist nur mit der Ausstattungslinie „RS“ erhältlich. 2018 erhielt das Fahrzeug ein Facelift.
Die letzten Neuzulassungen in China waren im Dezember 2019.

### Technische Daten
|                                            | 1.6                        | 1.4 Turbo                   |
| ------------------------------------------ | -------------------------- | --------------------------- |
| Bauzeitraum                                | seit 08/2016               | seit 08/2016                |
| Motorkenndaten                             |                            |                             |
| Motorart                                   | Ottomotor                  | Ottomotor                   |
| Motorbauart                                | Reihen-Vierzylinder-Motor  | Reihen-Vierzylinder-Motor   |
| Gemischaufbereitung                        | Saugrohreinspritzung       | Saugrohreinspritzung        |
| Motoraufladung                             | −                          | Turbolader                  |
| Hubraum                                    | 1598 cm³                   | 1390 cm³                    |
| max. Leistung bei min−1                    | 80 kW (109 PS) / 5500      | 100 kW (136 PS) / 4500–5500 |
| max. Drehmoment bei min−1                  | 155 Nm / 3800              | 220 Nm / 1500–4350          |
| Kraftübertragung                           |                            |                             |
| Antrieb, serienmäßig                       | Vorderradantrieb           | Vorderradantrieb            |
| Getriebe, serienmäßig                      | 5-Gang-Schaltgetriebe      | 6-Gang-Automatikgetriebe    |
| Getriebe, optional                         | [6-Gang-Automatikgetriebe] | –                           |
| Messwerte                                  |                            |                             |
| Höchstgeschwindigkeit                      | 186 km/h [182 km/h]        | 195 km/h                    |
| Beschleunigung, 0–100 km/h                 | k. A. [13,1 s]             | 11,3 s                      |
| Kraftstoffverbrauch auf 100 km, kombiniert | 9,4 l Super                | 7,6 l Super [7,6 l Super]   |
| Leergewicht                                | 1365 kg [1390 kg]          | 1432 kg                     |

Werte in eckigen Klammern gelten für Modelle mit Automatikgetriebe